# Etschpotschmak

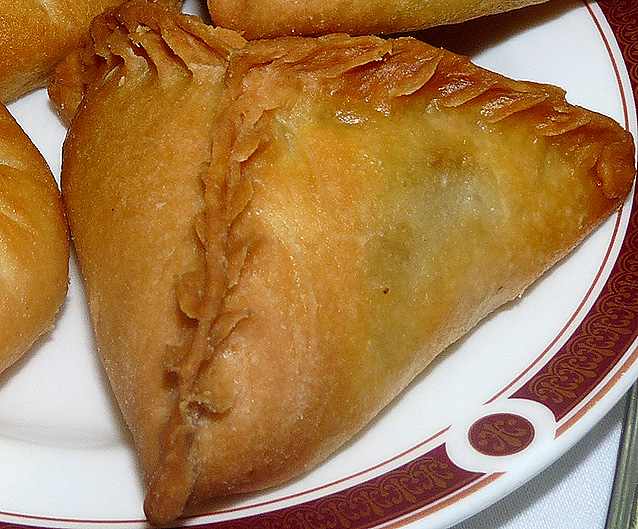
Etschpotschmak

Etschpotschmak (tatarisch Өчпочмак, auch Öçpoçmaq, russisch Эчпочмак) ist ein traditionelles Gericht aus dem Raum Tatarstan und Baschkortostan in Russland. Der Name bedeutet auf beiden tatarischen und baschkirischen Sprachen Dreieck. Etschpotschmak sind dreieckige gebratenen Teigtaschen mit einer Füllung aus Kartoffeln, Hammelfleisch und Zwiebeln.
In Tatarstan und Baschkortostan ist Etschpotschmak als Fastfood im Schnellimbiss oder Supermarkt erhältlich und viele traditionelle Restaurants haben es auf ihrer Speisekarte. In anderen Regionen Russlands ist dieses Gericht wenig bis nicht bekannt.